# Regimentul 9 Infanterie (1916-1918)
Regimentul 9 Infanterie  a fost o unitate de nivel tactic care s-a constituit la 14/27 august 1916, prin mobilizarea unităților și subunităților existente la pace aparținând de Regimentul Râmnicu Sărat No. 9. Regimentul a făcut parte din organica Brigăzii 10 Infanterie, fiind dislocat la pace în garnizoana Râmnicu Sărat. La intrarea în război, Regimentul 9 Infanterie  a fost comandat de colonelul Alexandru Anastasiu. Regimentul 9 Infanterie  a participat la acțiunile militare pe frontul românesc, pe toată perioada războiului, între 14/27 august 1916 - 28 ocotmbrie/11 noiembrie 1918.

## Participarea la operații

### Campania anului 1916
Așa cum o arată drapelul de luptă, regimentul a fost implicat în luptele din Dobrogea.

### Campania anului 1917
Regimentul a participat la bătălia de la Mărășești, mai precis la apărarea podului de la Cosmești prin luptele de la Pădurea Prisaca.